# Ferrocarriles del Norte (Rusia)

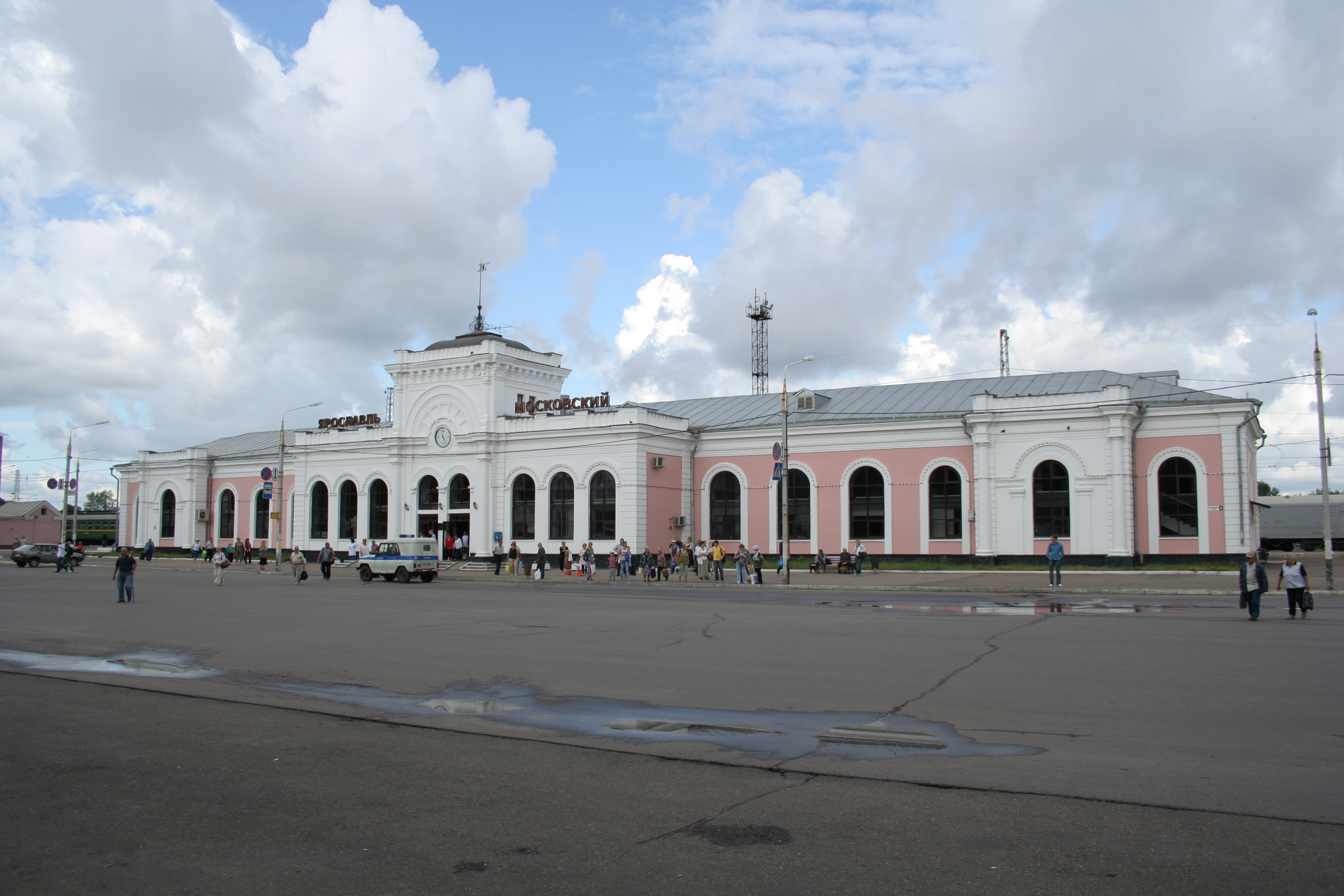
Estación Yaroslavl-Moscú (construido en 1870)

Los Ferrocarriles del Norte (SZhD) (en ruso: Северная железная дорога, transl.: Severnaya Zheleznaya Doroga) es la red ferroviaria subsidiaria de Ferrocarriles Rusos que conecta y da servicio a las regiones del norte y nordeste de la Rusia europea desde Moscú hasta Arcángel a lo largo de las regiones de Komi, Vologda, Kostromá, Yaroslavl, Ivanovo y Vladímir.
Tiene una extensión total de 5.956 km. La sede central se encuentra en Yaroslavl.

## Historia

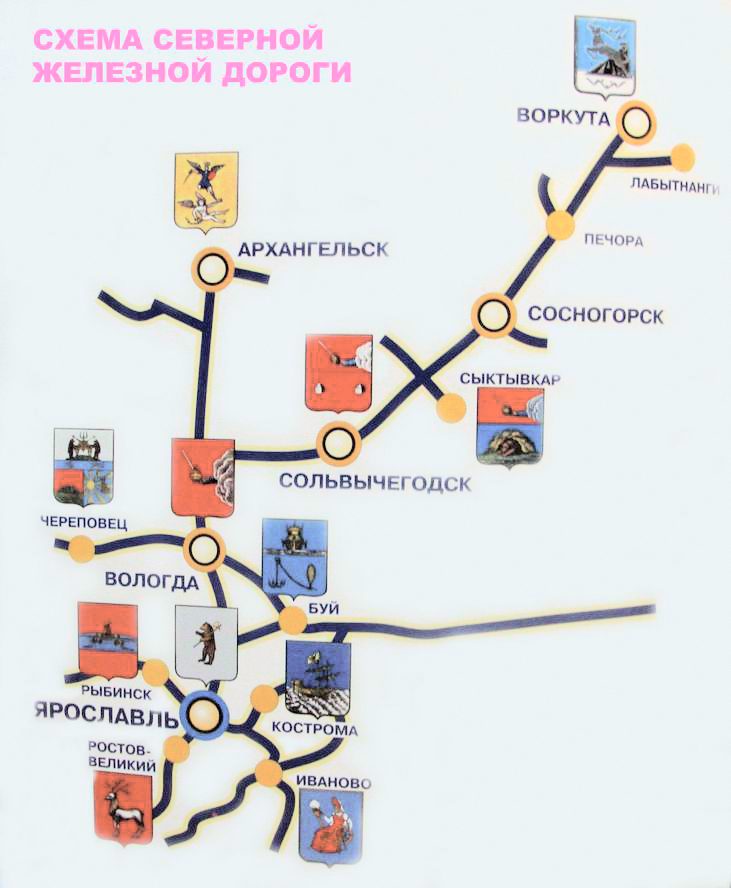
Mapa esquemático de las líneas

Anteriormente formaba parte de Ferrocarriles de Yaroslavl, empresa dirigida por Savva Mamontov siendo una de las primeras redes ferroviarias de Rusia, en aquel entonces: Imperio Ruso. En 1872 fue inaugurada la línea Alexandrov-Yaroslavl-Vologda. En 1959 se construyó la línea Moscú-Yaroslavl enlazando con los Ferrocarriles de Moscú.
En 1894 dieron comienzo las obras del tramo entre Vologda y Arcángel en línea recta en lugar de enlazar con los trayectos existentes de Kargopol o Verkhovazhye. Tal decisión se tomó para dar servicio a las localidades con menor densidad de población de sus respectivos óblasti. En 1897 terminaron las obras.
En 1906 entró en servicio operativo la línea Cherepovets-Vologda-Vyatka (actual Kirov) extendiéndose el servicio regional más al este haciendo enlace con Ferrocarriles de Sverdlovsk, pasando así a formar parte de la ruta del Transiberiano. Entre 1937 y 1941, varios prisioneros de gulags trabajaron en la construcción de la línea del Pechora ampliando el servicio férreo hasta la localidad minera de Vorkuta en Komi con conexión a Ferrocarriles del Pechora.